# Joe Lycett
Joe Harry Lycett, også kendt under hans selvopfundne kaldenavn Mummy, er en engelske komiker, maler og tv-vært. Han er sin sardoniske stil, finurlige offentlige stunts og store opsætninger. Lycett er blevet beskrevet som Storbritanniens mest populære og kritikerroste komiker.
Han er født i Hall Green, Birmingham og han voksede op i Solihull. Lycett begyndte med at optræde med stand-up i 2009 og han vandt Chortle Student Comedian of the Year samme år. Han har også optrådt i tv-shows som Live at the Apollo, Taskmaster, Never Mind the Buzzcocks, 8 Out of 10 Cats, QI, og som vært på BBC Ones show Epic Win, fortæller på Ibiza Weekender og vært på BBC Twos The Great British Sewing Bee og Channel 4's forbrugerrettigheds-program, Joe Lycett's Got Your Back. I februar 2020 ændrede Lycett kortvarigt sit navn til Hugo Boss som del af en protest mod firmaet af samme navn. Han er også anerkendt som en af Storbritanniens mest berømte queer eller panseksuelle mænd, og han har deltaget i arbejde for LGBT-samfundet ved mange lejligheder.